# Bidin’ My Time (Album)
Bidin’ My Time ist ein Jazzalbum von Brian Kellock. Die an einem einzigen Tag in den Sound Cafe Studios in Edinburgh entstandenen Aufnahmen erschienen 2019 im Eigenverlag. Es war das erste Soloalbum des Pianisten und enthält zugleich seine letzten Aufnahmen.

## Hintergrund
Brian Kellock spielte auf seinem Soloalbum u. a. die Gershwin-Nummern I Got Rhythm und Bidin’ My Time, ein Song aus dem Musical Girl Crazy von 1930, den er als Titelstück wählte, Coverversionen von Songs wie Prisoner of Love, den Leo Robin für den Sänger Russ Columbo schrieb, die Frank-Loesser-Nummer (I’d Like to Get You on a) Slow Boat to China von 1948, Sunset and the Mockingbird von Duke Ellington und Young and Foolish, ein Lied von Albert Hague aus der Musicalkomödie Plain and Fancy. Am Anfang und Ende des Albums stehen zwei Songs von Rodgers und Hart, It’s Easy to Remember (And So Hard to Forget) aus dem Musicalfilm Mississippi (1935, mit Bing Crosby und W. C. Fields), und Wait till You See Her aus dem Musical By Jupiter (1942).
Kellock beschreibt sich selbst als jemand, der sich mit dem Stride-Piano-Stil von Fats Waller auseinandersetzen wollte. Er tat dies auf Prisoner of Love und A Handful of Keys; „Ich habe mich in letzter Zeit sehr für das Soloklavierspiel interessiert – insbesondere, um die wunderbare Welt des Stride-Stils zu verstehen“, meinte der Pianist.

## Titelliste
- Brian Kellock: Bidin’ My Time

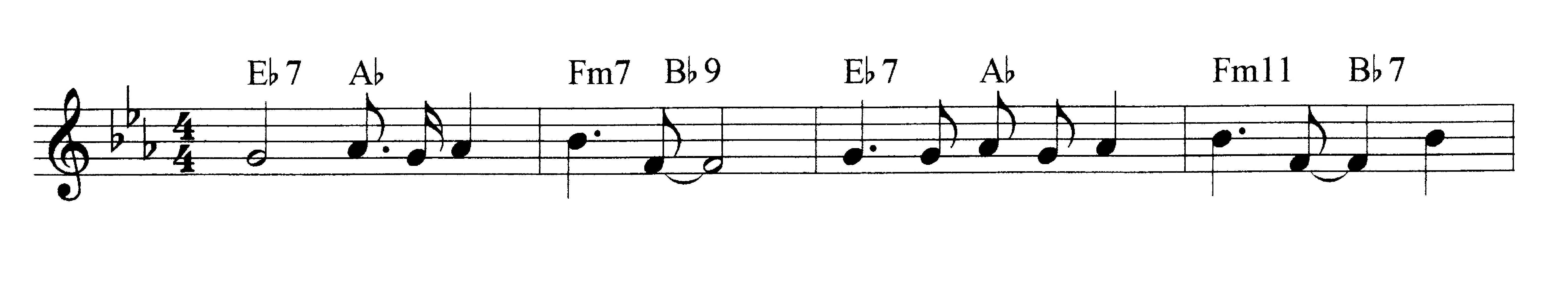
Die ersten vier Takte des Gershwin-Song Bidin’ My Time

1. Easy to Remember (Richard Rodgers, Lorenz Hart) 3:35
2. Prisoner of Love (Russ Columbo, Clarence Gaskill, Leo Robin) 3:52
3. Slow Boat to China (Frank Loesser) 4:42
4. Heather on the Hill (Nathan Alexander Evans) 4:48
5. A Handful of Keys (Fats Waller) 3:41
6. Sunset and the Mockingbird (Duke Ellington) 6:46
7. Bidin’ My Time (George Gershwin, Ira Gershwin) 4:56
8. Young and Foolish (Albert Hague, Arnold B. Horwitt) 3:23
9. I Got Rhythm (George Gershwin, Ira Gershwin) 4:57
10. Wait Til You See Her (Richard Rodgers, Lorenz Hart) 3:46

## Rezeption

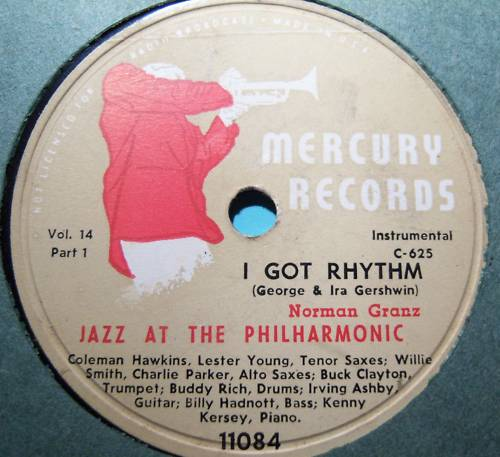
Mercury-78er; I Got Rhythm vom Jazz at the Philharmonic Konzert im April 1946

Nach Ansicht von Michael S. Clark, der das Album in All About Jazz rezensierte, habe Kellock ein. Album voller Witz, Eleganz und Energie produziert, die mitreißende Interpretationen mit einer nachdenklichen Interpretation bewegender Lieder der 1930er und 1940er Jahre verbinde. Alte Bekannte wie „Slow Boat to China“ und „I Got Rhythm“ seien hier zu hören, doch es wäre banal, das Album als pianistische Auswahl von Jazzstandards und Broadway-Melodien zu beschreiben. Kellock würde seine kreativen Absichten schon beim Eröffnungsstück „Easy to Remember“ von Rodgers und Hart deutlich machen. Seine Version greife eine verführerische Hitmelodie aus dem Musical Mississippi auf und platziere jede Note sorgfältig genau dort, wo eine lyrische Silbe hingehört. Das Klavier „singe“ tatsächlich mit einer sehr menschlichen Stimme, und die Interpretation lasse die Melodie sofort vertraut klingen. Die Variationen und Improvisationen seien sparsam, aber sicher ausgeführt und wanderten nie ziellos umher, wie es beim Solopiano allzu oft der Fall sei. Stattdessen würde er einen sanften Akzent auf Melodien legen, die sonst allzu oft unangenehm zwischen plumper Pastiche und unterwürfiger Hommage gefangen seien. In Kellocks Stride-Welt würde die Melodie jedoch nicht der demonstrativen Angeberei zum Opfer fallen. Stattdessen verbinde er sein Können mit echter Liebe zur Musik und finde so die richtige Balance zwischen Ehrfurcht und Erneuerung.
Brian Kellocks Soloklavieralbum „Bidin’ My Time“ sei enorm abwechslungsreich, das Spiel makellos und gefühlvoll, die Aufnahmen klängen wunderschön, und doch wirke Kellocks erhabene Klavierkunst – wie die von Teddy Wilson – immer leichtfüßig, schrieb Sebastian Scotney (London Jazz News). Das vielleicht Erfrischendste an diesem Album sei, dass Brian Kellock nie die geringste Neigung oder das geringste Bedürfnis zu haben scheine, lautstark um unsere Aufmerksamkeit zu buhlen. Dies sei ein Soloklavieralbum, aber kein Selbstporträt. Seine Eröffnungsgeste sei typisch: Auf die liebenswürdigste und zutiefst zivilisierte Art und Weise führe er die Hörer in ein elegant getaktetes „Easy to Remember“ von Rodgers und Hart ein. Es klinge so, als würde er eine Frage stellen wie „Darf ich…?“ Und dann würde der Geschichtenerzähler übernehmen, es gebe einen natürlichen Aufbau und nie eine überflüssige Note.
Bei den Scottish Jazz Awards wurde Kellock 2019 für sein Soloalbum Bidin’ My Time als bester Instrumentalist ausgezeichnet.